# Пеласги
Пела́сги, уст. пелазги (др.-греч. Πελασγοί) — слово, которым древнегреческие авторы обозначали народ (или всю совокупность народов), населявший Грецию до возникновения Микенской цивилизации (в так называемый элладский период греческой истории), а также существовавший некоторое время после прихода греков.

## Античные авторы

### Гомер
В «Илиаде», где пеласги упоминаются впервые, о них идёт речь в трёх контекстах. Они представлены как союзники Трои. В каталоге троянских союзников их главным городом названа Ларисса (в Греции, Мизии и соседних странах известен ряд городов такого названия), а вождями — Гиппофоой (Ἱππόθοος) и Пилей (Πύλαιος), сыновья Лефа (Λῆθος), сына Тевтама (Τεύταμος). Пеласгов в составе троянской армии упоминает также при допросе пленённый ахейцами троянский лазутчик Долон. Предводитель пеласгов Гиппофоой гибнет во время боя за тело Патрокла, причём повторно сообщается, что его родным городом является Ларисса.
В эпосе также упоминается при описании владений Ахилла «пеласгический Аргос» (отличный от Аргоса на Пелопоннесе), расположенный в южной Фессалии, и эпитет «Зевса Пеласгийского», чей культ существовал в Додоне в Эпире.
В «Одиссее» пеласги упоминаются среди народов, населявших Крит наряду с этеокритянами, ахейцами, кидонами и дорийцами. При этом Гомер, как и другие греческие авторы, проводит различие между пеласгами и «воинственными критянами» (по-видимому, пеласги переселились на остров позднее, чем создатели Минойской цивилизации).

### Постгомеровские поэты
Гесиод (в изложении Страбона) упоминает, что Додонский оракул находился в пеласгийской области. Он также упоминает, что мифический Пеласг (Πελασγός), эпонимный предок народа пеласгов, был рождён из Земли в Аркадии и был отцом Ликаона, царя Аркадии.
Асий Самосский (около 700 года до н. э.) упоминает Пеласга как первого человека, рождённого на земле:

Богоподобный Пеласг на горах высоколесистых

Чёрной землею рожден, да живёт здесь племя людское.
Павсаний, цитирующий этот фрагмент, считал, что этот Пеласг жил в Аркадии, хотя из приводимого им фрагмента это прямо не вытекает.
Вероятно, пеласги в Малой Азии упоминались также Алкеем. Позднеримский автор Зенобий, ссылаясь на Алкея и Гелланика Лесбосского, приводит поговорку о переменчивости судьбы города Питаны в Эолиде. Из комментариев к поговорке следует, что Питану сначала завоевали пеласги, а затем отбили эритрейцы. Пиндар упоминает «пеласгийского коня», то есть фессалийского.

### Классическая трагедия
В пьесе Эсхила «Просительницы» Данаиды, бежавшие из Египта, просят убежища у аргосского царя Пеласга, владевшего территорией на запад от Стримона, включая Перребию на севере, Фессалийскую Додону и горы Пинда на западе и морское побережье на востоке; данная территория составляла чуть более, чем классическая Пеласгиотида[прояснить]. Южная граница не упоминалась; с другой стороны, говорилось, что Апис пришёл в Аргос из Навпакта, и по его имени страна называлась Апия. Описание означало, что Аргосское царство в изображении автора включало всю восточную Грецию от севера Фессалии до Пелопоннесского Аргоса, где, как предполагается, высадились Данаиды. Царь Пеласг правил пеласгами и был «сыном Палайхтона („древней земли“)».
Эсхил называет страну «краем пеласгов» и землёй пеласгов. В продолжении «Просительниц», утраченной пьесе Эсхила «Данаиды» он также писал о том, что родиной пеласгов был Аргос близ Микен.
Данаиды называют страну «Апийскими холмами» и говорят, что здесь понимают karbana audan (слова в винительном падеже на дорийском диалекте), что обычно переводится как «варварская речь», однако слово Карба (то есть место, где живут Karbanoi, «карбаны») — негреческое слово. Утверждается, что местные жители происходят от предков из древнего Аргоса, даже несмотря на то, что они имеют «тёмное происхождение» (melanthes … genos). Пеласг сравнивает Данаид с женщинами Ливии и Египта и удивляется, как они могут быть из Аргоса.
Софокл во фрагменте утраченной пьесы «Инах» пишет об Инахе как о старейшем в земле Аргоса, на холмах Геры и среди пеласгов, которых называет тирренским племенем. Город Ларису в Фессалии он называл «матерью предков-пеласгидов».
У Еврипида «пеласги» выступают уже обычно как простой синоним аргивян, особенно в трагедии «Орест». Он упоминает «пеласгов Аргос», «землю пеласгов», «град пеласгов», «пеласгов трон». В утраченной пьесе «Архелай» он писал, что Данай, когда прибыл в город Инах в Аргосе, постановил, что пеласги отныне должны называться данайцами.

### Логографы VI—V вв. до н. э.
Гекатей Милетский (2-я половина VI — начало V века до н. э.) во фрагменте из «Генеалогий» отмечает, что клан (род), происходящий от Девкалиона, правил Фессалией, которая ранее называлась Пеласгия от имени царя Пеласга. Во фрагменте 2-й книги «Генеалогий» говорится, что Пеласг был сыном Зевса и Ниобы, и что его сын Ликаон основал династию царей Аркадии. Во фрагменте «Землеописания» город Краннон Гекатей помещает в Фессалии Пеласгиотидской.
Фрагмент сочинения Акусилая (VI век до н. э.) утверждает, что Ниоба, дочь пелопоннесского царя Форонея, сына Инаха, была первой смертной женщиной, с которой сошелся Зевс. Она родила от Зевса сыновей Аргоса и Пеласга, по которому пелопоннесцев называли пеласгами. У Пеласга и дочери Океана Мелибеи родился сын Ликаон, царь Аркадии. Он породил от разных женщин 50 сыновей. Их имена включают эпонимы многих аркадских городов, а также некоторых окраинных греческих и даже негреческих народов.
Ферекид Леросский (V век до н. э.), цитируемый Дионисием Галикарнасским, писал, что от Пеласга и Деяниры родился Ликаон; он женился на наяде Киллене, от которой получила название гора Киллена. Затем, описывая их детей и местности, населяемые их потомками, Ферекид упомянул об Энотре и Певкетии, эпонимах народов Южной Италии.
Гелланик Лесбосский (V век до н. э.) был первым из дошедших до нас авторов, который писал о переселении пеласгов в Италию и смешивал их с тирренами. В «Форониде» он писал, что от царя Пеласга и Меннипы, дочери речного бога Пенея (в Фессалии), родился Фрастор, а от него — Аминтор, а от последнего — Тевтамид, а от него — Нанас. В его правление пеласги были изгнаны эллинами и, оставив корабли у реки Спинет (в северо-восточной Италии), захватили город Кротону во внутренней части страны и, двигаясь оттуда, дали начало области, называемой во времена Дионисия Тирренией (Этрурия). После переселения они получили имя тирренов (этрусков). В другом фрагменте сообщается, что Ларису в Фессалии основал аргосский царь Акрисий, который назвал её по дочери Пеласга. Гелланик, как и Акусилай, вводил эпонимного героя Пеласга в аргивские генеалогии, хотя и в иной форме. Цитата дошла в 2-х вариантах. У Триопа или, в другом варианте, у Форонея оказывается три сына, Пеласг, Иас и Агенор. Пеласг получил земли по реке Эрасин и основал Ларису (акрополь Аргоса), а Иас обосновался в Элиде. После смерти братьев Агенор привёл конницу и завоевал всю страну. Тем самым объясняются гомеровские эпитеты Аргоса: иасийский, пеласгический и «конями богатый». Как и Алкей, Гелланик писал о борьбе пеласгов и эритррейцев за город Питану в Эолиде.

### Геродот
Геродот упоминает, что пеласги с острова Лемнос нападали на Афины, и что отдельные поселения пеласгов сохранялись в его время, но в целом приурочивает эпитет «пеласгический» ко временам глубокой древности, когда они якобы населяли всю Грецию.
В целом Геродот был убеждён, что некогда Эллада называлась Пеласгией, а население Эллады происходило от пеласгов, перешедших в основной массе на греческий язык:

Что до эллинского племени, то оно, по-моему, с самого начала всегда говорило на одном и том же языке. До своего объединения с пеласгами эллины были немногочисленны. Из такого довольно скромного начала они численно возросли и включили в себя множество племён, главным образом оттого, что к ним присоединились пеласги и много других чужеземных племён. Итак, по крайней мере до соединения с эллинами, как я думаю, племя пеласгов, пока оно было варварским, так никогда и не стало значительной народностью.
Азиатские ионяне образовались из смешения различных племён, включая пеласгических аркадцев, при этом аркадцев Геродот относил к коренным жителям Пелопоннеса, которые никогда не меняли своё место обитания. Геродот отмечает, что пока ионяне жили в Пелопоннесе в современной ему Ахее (северный Пелопоннес), они назывались, по эллинскому преданию, пеласгами и эгиалеями, затем от Иона, сына Ксуфа, они получили имя ионян. Жители Кикладских островов также принадлежали к пеласгическому племени и впоследствии, по греческому преданию, были названы ионянами по той же причине, как жители ионийского двенадцатиградья в Азии. Азиатские эолийцы, по греческому преданию, также в древности назывались пеласгами.
Население Аттики тоже первоначально принадлежало к пеласгам и называлось кранаями, при царе Кекропе их переименовали в кекропидов, при царе Эрехфее они получили имя афинян, а позднее, по имени их предводителя Иона, сына Ксуфа, — ионян. Когда жители Аттики уже перешли на эллинский язык, они изгнали из Аттики других пеласгов, прибывших туда с острова Самофракии, причём из его описания следует, что пеласги находились на более высокой стадии развития, чем греки:

«Афиняне изгнали пеласгов из Аттики — справедливо ли или несправедливо они поступили — этого я не знаю, и могу лишь передать, что рассказывают другие. Именно, Гекатей, сын Гегесандра, в своей истории утверждает, что афиняне поступили несправедливо. Они ведь отдали свою собственную землю у подошвы Гиметта для поселения пеласгам в награду за то, что те некогда возвели стену вокруг акрополя. Когда же афиняне увидели, что эта, прежде плохая и ничего не стоящая земля теперь прекрасно возделана, их охватила зависть и стремление вновь овладеть этой землёй.(…) Итак, изгнанные пеласги переселились в другие земли, и в том числе на Лемнос.»

Акрополь Афин Геродот называет Пеларгической крепостью.
С Лемноса пеласги изгнали миниев, которые бежали в Лаконию. В качестве мести афинянам пеласги Лемноса похитили афинских женщин во время празднества Артемиды в Бравроне и сделали их своими наложницами, но позднее перебили их вместе с детьми, так как афинянки учили своих детей аттическим обычаям. После этого земля пеласгов перестала плодоносить, женщины и скот стали бесплодны. Дельфийская Пифия велела им удовлетворить афинян за причинённые обиды. Афиняне согласились, но в обмен потребовали землю пеласгов. Пеласги обещали сделать это, если афинский корабль при северном ветре за один день доберётся из афинской земли до их страны. В те времена это было невозможно, так как афиняне владели только Аттикой. Пеласги ещё населяли Лемнос и Имброс, когда персидский военачальник Отан покорил их в конце VI века до н. э. Позднее афинский полководец Мильтиад отомстил пеласгам. Он захватил Лемнос, причём сделал это в соответствии с обещанием пеласгов, так как плыл не из Аттики, но из афинских колоний на Херсонесе Фракийском.
Геродот предполагал, что греки заимствовали у пеласгов имена многих богов. Со ссылкой на жриц из Додоны Геродот сообщает, что греки заимствовали от пеласгов имена богов и некоторые древние культы (почитание низших богов, Кабиров). По мнению Геродота, святилище Зевса в Додоне было основано женщиной, похищенной финикийцами из египетских Фив и проданной в Феспротию (в Эпире) в те времена, когда Эллада называлась ещё Пеласгией). Дочери Даная принесли из Египта праздник и обряды Деметры и научили им пеласгических женщин.
Во времена Геродота (V век до н. э.) пеласги проживали компактно в немногих местах (Плакия, Скиллак) близ Геллеспонта, а также близ Крестона на полуострове Акта:
О языке пеласгов Геродот писал:

На каком языке говорили пеласги, я точно сказать не могу. Если же судить по теперешним пеласгам, что живут севернее тирсенов в городе Крестоне (они некогда были соседями племени, которое ныне называется дорийцами, и обитали тогда в стране, теперь именуемой Фессалиотида), и затем — по тем пеласгам, что основали Плакию и Скиллак на Геллеспонте и оказались соседями афинян, а также и по тем другим городам, которые некогда были пеласгическими, а позднее изменили свои названия. Итак, если, скажу я, из этого можно вывести заключение, то пеласги говорили на варварском языке. Если, стало быть, и всё пеласгическое племя так говорило, тогда и аттический народ, будучи пеласгическим по происхождению, также должен был изменить свой язык, когда стал частью эллинов. Ведь ещё и поныне жители Крестона и Плакии говорят на другом языке, не похожем на язык соседей. Это доказывает, что они ещё и теперь сохраняют своеобразные черты языка, который они принесли с собой после переселения в эти.
Кроме того, существует мнение, что у Геродота назван был город Кротон в Италии, а не Крестон (ибо именно так цитирует Геродота Дионисий Галикарнасский. Если следовать рукописному чтению Крестона, то Геродот в Италии пеласгов не упоминал.
Эпитет «пеласгический» Геродот прилагает к городу Антандр на юго-западе Троады.
Впоследствии пеласгическими стали называть и древнейшие циклопические стены в Аргосе, Микенах и Афинах.

### Поздние авторы
Сбор греческими авторами материалов по пеласгам завершился в V в. до н.э. Более поздние авторы при написании различных произведений исторического или литературного характера обрабатывали уже существующий материал, лишь обогащая его своими предположениями.

#### Эфор
В IV в. до н. э. Эфор попытался обобщить сведения более ранних авторов о пеласгах. Опираясь на «Каталог женщин», приписываемый Гесиоду, Эфор полагал, что пеласги

будучи первоначально аркадийцами, избрали жизнь воинов и, обращая многих других к тому же образу жизни, всем передавали свое имя и весьма прославились среди греков и всех прочих народов, с которыми только им не приходилось общаться.
По его мнению, Пелопоннес первоначально назывался Пеласгией. Додонский оракул, по Эфору был учрежден пеласгами, и пеласги были древнейшим из всех племён, которые властвовали в Греции. Племя долионов в области Кизика на Пропонтиде, по Эфору, происходило от фессалийских пеласгов, изгнанных фессалийцами.
У Эфора впервые появляется рассказ о совместном вторжении пеласгов, фракийцев и флегийцев в Беотию эпохи Троянской войны. По мнению Р. Бака, эту теорию Эфор создал путем комбинации версий Гелланика, Гекатея и, возможно, Ферекида. По Гелланику, фракийцы появились в Средней Греции задолго до Троянской войны, а в эпоху этой войны изгнали миниев из беотийского Орхомена. Какой-то другой источник (предположительно, Ферекид), использованный позднее Иеронимом и Диодором, писал об изгнании фиванцев пеласгами во время Троянской войны. К Гекатею восходит версия об изгнании фиванцев и миниев флегийцами во времена Троянской войны или после нее.
По Эфору, изгнанные пеласгами и фракийцами фиванцы бежали в фессалийскую область Арну (в Фессалиотиде в юго-западной Фессалии) и вместе с арнейцами установили власть над Фессалией. Позднее они вторглись в Среднюю Грецию и отвоевали Беотию. Пеласгов беотийцы прогнали в Аттику. Эфор также писал о сражениях за Беотию между беотийцами и фракийцами. Фракийцы заключили перемирие с беотийцами, но ночью его нарушили и напали на беотийцев, но проиграли. Во время этой войны беотийцы и пеласги обратились к оракулу в Додоне Эпирской. Жрица предсказала, что беотийцы победят, если совершат нечестивый поступок. Беотийцы убили жрицу, так как посчитали, что женщина дала предсказание в угоду пеласгам, которые некогда основали святилище. Суд, состоявший из мужчин и женщин, оправдал беотийцев голосами мужчин.
По Эфору, в результате войны за Беотию беотийцы вместе с орхоменцами изгнали пеласгов в Афины (где после этого часть города была названа Пеласгикон, хотя они жили под Гимметом).

#### Страбон
Страбон упоминает пеласгов при описании многих областей Греции, Азии и Италии. Ему мы обязаны многочисленным цитатам и пересказам более ранних источников. Он также дал общую характеристику взглядов на происхождение пеласгов, сложившуюся к его времени:

Что касается пеласгов, то почти все согласны, что какое-то древнее племя этого имени распространилось по всей Греции, особенно между эолийцами в Фессалии. 
Затем он отдельно отмечает мнение Эфора, выводившего пеласгов из Аркадии (смотри выше).

#### Другие историки
Рассказ о переселении в Италию пеласгов, которые изгнали сикелов из области Лация и заключили союз с аборигенами, излагался у Филиста Сиракузского и ряда других историков, чьи труды использовал Дионисий Галикарнасский. Пеласгов в Италии упоминал и Варрон, в то время как Тит Ливий принципиально их игнорирует в рассказе о ранней римской истории.
Мирсил из Мефимны на Лесбосе (историк III века до н. э.) также смешивает пеласгов и тирренов и рассказывает о голоде в Тиррении. Когда тиррены оставили свою землю, они во время блужданий были переименованы в «пеларгов», то есть аистов, откуда и название афинской стены.
По мнению Дионисия, название афинской стены было «пеларгикон», то есть «гнездо аиста», из-за замкнутого круглого периметра, но потом слово приняло форму «пеласгикон».

### Павсаний
В своём Описании Эллады Павсаний пишет, что по мнению аркадян, Пеласг (и его спутники) были первыми обитателями их земли. Став царём, Пеласг придумал строительство хижин, накидки из овечьих шкур и «отучил людей от употребления в пищу зеленых листьев деревьев, травы и кореньев, не только не съедобных, но иногда даже и ядовитых; взамен этого в пищу он дал им плоды дубов, именно те, которые мы называем желудями». В честь него страна, в которой он правил, получила название «Пеласгия». Когда царём стал Аркад, внук Пеласга, Пеласгию переименовали в «Аркадию», а её обитатели, пеласги, стали именоваться «аркадянами». Павсаний также приписывает пеласгам создание деревянного изображения Орфея в святилище Деметры в Ферах в Лаконике, близ горы Тайгет. Как и Геродот Павсаний считал, что минийцев с Лемноса прогнали в Лаконию пеласги.
Павсаний считал, что Нелей, захвативший Пилос в Мессении, привел с собой из Иолка (Фессалия) пеласгов. Деметру, искавшую похищенную дочь Кору, принял в Аргосе Пеласг, сын Триопа, а в городе существовало святилище Деметры Пеласгийской. Акрополь пелопоннесского Аргоса аргивяне называли Ларисой по имени дочери Пеласга, ее же именем названы два города в Фессалии, один у моря, другой – у реки Пеней.
Стену вокруг афинского акрополя, кроме той части, которую в V в до н.э. выстроил Кимон, сын Мильтиада, возвели пеласги Агрол и Гипербий, жившие некогда у подножия акрополя. Об их происхождении Павсаний смог узнать только то, что вначале они были сикелами, а потом переселились в Акарнанию.

### Дионисий Галикарнасский
Историк I в. до н. э. Дионисий Галикарнасский попытался разобраться в происхождении пеласгов на основе трудов других авторов. По его мнению, пеласги были греческим народом с Пелопоннеса, несчастье которого заключалось в том, что они «не имели постоянного места проживания». Пеласги первоначально жили в районе Аргоса на Пелопоннесе, затем, изгнанные ахейцами, переселились в страну Гемонию (Фессалия), откуда изгнали варваров. Фессалию пеласги разделили на 3 части и назвали их по именам своих вождей: Фтиотия (Фтий), Ахайя (Ахей) и Пеласгиотия (Пеласг). Там они жили в течение жизни 5 поколений, после чего были изгнаны куретами и лелегами, которые, по мнению Дионисия, позднее стали называться этолийцами и локрийцами (греческие племена). Пеласги в бегстве рассеялись, одни переселились на Крит, другие заняли Кикладские острова, третьи двинулись к подножью горы Олимп, в Беотию, Фокиду, на острова Эвбею и Лесбос, расселились вдоль Геллеспонта. Большая часть пеласгов поселилась возле Додоны в Эпире.
Спустя некоторое время пеласги из Додоны пересекли море и обосновались в Италии в устье реки По, основав город Спина. Позднее этот город погиб под натиском окрестных варварских племён. Другие пеласги пересекли Италию и, соединившись с местным племенем аборигенов, основали много городов (в том числе Лариссу), которые позднее перешли под власть этрусков. Затем на пеласгов обрушились многочисленные беды, их города опустели, сами они ещё больше рассеялись по Средиземноморью, уже без компактных мест проживания. Эти события произошли перед началом Троянской войны. Остатки пеласгов в Италии смешались с аборигенами и в числе других народов основали Рим.
Дионисий Галикарнасский не согласен с теми греческими авторами, для которых пеласги и тиррены (этруски в латинском) были одним и тем же народом. В его представлении, этруски захватили опустевшие после голода города пеласгов, из-за чего и произошло смешивание; сами же этруски были, по его мнению, местным племенем.
Кроме того, самоназвание этрусков — расенны, а также туски, как именовали этрусков римляне, не совпадают с греческим названием пеласги, хотя это слово прослеживается в древнеегипетских надписях и древнееврейском языке (если египтяне и евреи действительно имели в виду пеласгов, а не иное племя).
Взгляды Дионисия Галикарнасского неоднократно подвергались критике современными историками за многочисленные натяжки и даже вымысел.

### Латинская поэзия
Овидий неоднократно упоминает пеласгов в «Метаморфозах» — этим термином он называет жителей Ахейской Греции. В частности:

Старый не ведал Приам, что Эсак, став отныне пернатым,

Жив, — и рыдал. Над холмом, на котором лишь значилось имя,

С братьями вместе свершал поминки напрасные Гектор.

И лишь Парис не присутствовал там на печальных обрядах.

Только что долгую брань, похитив супругу, занес он

В землю родную свою, и тысяча следом союзных

Шла кораблей и на них всем скопом народы пеласгов…
Остолбенела толпа, но, правды провидец, гадатель,

Фестора сын говорит: «Победим! Веселитесь, пеласги!»

Троя падет, но наши труды долговременны будут,

Девять же птиц как девять годов он брани толкует.
Для Вергилия пеласги обычно просто синоним греков; у Стация — аргивян либо греков вообще.

## География расселения пеласгов
Античные авторы находят пеласгов в таком количестве регионов, что это ставит в тупик и древних, и современных исследователей.
По словам Страбона, «пеласги были племенем, постоянно кочевавшим и весьма подвижным; оно достигло большого могущества и затем сразу пропало, как раз во время переселения эолийцев и ионийцев в Азию».

### Крит
Пеласгов как один из народов Крита упоминают Гомер (см. выше) и Дионисий. У Диодора Сицилийского приведены две разные версии колонизации: по одной из них, Тектам переправился на Крит во главе эолийцев и пеласгов. По другому рассказу, пеласги прибыли на Крит после этеокритян, но ранее дорийцев во главе с Тектамом. Впрочем, историки Стафил и Андрон, толковавшие Гомера, рассказывая о переселении на Крит дорийцев из Гестиеотиды, пеласгов не упоминают.

### Пелопоннес
Герой-прародитель Пеласг упоминается в родословных мифических царей Аркадии и Арголиды начиная с Гесиода (но не у Гомера). В других регионах Пелопоннеса роль пеласгов малозаметна.
Согласно Геродоту, до прихода Даная и Ксуфа ионяне в Пелопоннесе назывались пеласгами и эгиалеями. Дионисий Галикарнасский считает Арголиду первоначальной родиной пеласгов и отмечает обычаи, близкие аргосским, в Италии, связывая их с переселением пеласгов. Страбон отмечал их происхождение из Аркадии. Название Пеласгиотида могло распространяться на весь Пелопоннес (страну, покоренную Пелопом).
По рассказу Павсания, Нелей и пеласги пришли из Иолка и изгнали Пиласа из Мессении. В Аргосе был храм Деметры Пеласгийской, а в храме Деметры в Лаконике показывали деревянную статую Орфея работы пеласгов.

### Беотия и Аттика
По схеме Дионисия, пеласги пришли в Беотию, Фокиду и Евбею из Фессалии. Как указывает Страбон, фиванцы и орхоменцы изгнали пеласгов в Афины, где они жили под Гиметтом. Пребывание же в Афинах отмечают многие авторы, начиная с Гекатея, который рассказывал, как афиняне изгнали пеласгов. Общее во всех рассказах то, что упоминается строительство пеласгами стены акрополя и поселение их у подошвы Гиметта, а затем изгнание.
Павсаний уточняет, что часть стены акрополя возвели пеласги Агрол и Гипербий, которые позже переселились в Акарнанию. Позже в местечке Пеларгик у подошвы акрополя оракул запрещал селиться, а саму крепость Геродот называет Пеларгической. Этимологию, связывавшую имя пеласгов с прозванием «пеларгов», как птиц, приводит «Аттида».
По Геродоту, у пеласгов было священное сказание о Гермесе с напряжённым членом, которое открывается в Самофракийских мистериях, и они поселились среди афинян и научили их этому обычаю. Согласно Павсанию, жрица кабиров в Беотии носила имя Пеларга.

### Фессалия, Эпир и Македония
Одна из четырёх главных областей Фессалии в историческое время носила название Пеласгиотида. Пеласгические равнины простирались от Фер до Магнесии.
Уже Гомер и Геродот связывают пеласгов с додонским оракулом. Эллинистический историк Свида писал, что это святилище было перенесено из Фессалии из области Пеласгии около Скотуссы, оттого Зевс назван пеласгийским.
В поэме Аполлония Родосского пеласги — как правило, синоним для фессалийцев. Так, он упоминает «пеласгийскую Геру», которой пренебрег Пелий, «Пеласгов край», Иолк Пеласгийский (I 897), «пеласгийскую землю» (IV 240), «пеласгийскую страну» (IV 262).
Античные историки приводят ряд версий изгнания либо ассимиляции фессалийских пеласгов. О схеме Дионисия Галикарнасского см. выше. Согласно Иерониму из Кардии, пеласги вытеснены из Фессалии в Италию лапифами. По рассказу Диодора, Триоп вместе с сыновьями Девкалиона изгнал из Фессалии пеласгов и получил часть Дотийской равнины. По ещё одному сказанию, уже после Троянской войны Антиф, сын Фессала, прибыл к пеласгам, захватил страну и назвал Фессалией.
Высказывалось также мнение, что и народ Македонии вначале назывался пеласгами.

### Побережье Фракии и острова в северной части Эгейского моря
Наиболее достоверны сведения, приводимые Геродотом и Фукидидом о своем собственном времени. По Геродоту, в его время пеласги населяли Крестон, Плакия и Скиллак на северном побережье Эгейского моря. Фукидид также подтверждает, что в его время на Халкидике жили пеласги, которые некогда жили на Лемносе и в Афинах (при этом он отождествляет их с тирсенами). По Антиклиду, пеласги (которых он отождествлял с тирренами) первыми заселили области около Лемноса и Имброса. Страбон указывает, что на полуострове у Афона некогда жили пеласги с острова Лемнос, которые делились на пять общин: Клеоны, Олофиксий, Акрофои, Дион, Фисс.
Изгнанные из Аттики, пеласги изгнали с Лемноса миниев (потомков аргонавтов), после чего похитили афинских женщин с Браврона. По рассказу Геродота, это изгнание миниев относится к времени спартанца Фераса, то есть началу XI века до н. э.
Согласно же Филохору, пеласги на Лемносе назывались синтиями. Тем самым их пребывание на Лемносе историк относил к временам задолго до Троянской войны (синтиев же, которых упоминал Гомер, античные авторы считали фракийцами).

### Острова и Малая Азия
По Геродоту, жители островов, сражавшиеся за Ксеркса во время греко-персидских войн, принадлежали к пеласгам и позже были названы ионянами. Кроме того, «пеласгические аркадцы» были одной из групп, которая участвовала в ионийской колонизации. В одной из поэм об аргонавтах упоминалось, что долионы приняли аргонавтов за войско пеласгов. Страбон отмечает, что кавконов в Вифинии некоторые называли пеласгами.
Поселение пеласгов на Лесбосе и его название Пеласгия упоминают Страбон и Дионисий. По Страбону, лесбийцы утверждают, что они были подвластны Пилею, правителю пеласгов.
По рассказу Диодора, Ксанф (сын Триопа) правил аргосскими пеласгами, затем с пеласгами правил в Ликии, а после занял Лесбос, назвав его Пеласгией.
По упоминанию Страбона, историк Менекрат из Элеи утверждал, что некогда все ионийское побережье и острова населяли пеласги; также хиосцы называли пеласгов из Фессалии основателями поселений. Часть владений у лелегов и пеласгов отняли карийцы, переселившись с островов на материк.
Комментируя Гомера и пытаясь определить, какой из многих городов под названием Лариса имел в виду поэт, Страбон помещает пеласгов рядом с киликийцами. Упоминаемая в «Илиаде» Лариса, по его мнению, располагалась около Кимы и известна как Фриконида. Страбон рассказывает, что в этой Ларисе фриконийской почитали правителя Пиаса, которого дочь утопила в бочке с вином. Позднее эолийцы, взяв Ларису у пеласгов, основали Киму.

### Италия
По схеме Дионисия, пеласги, переселившись из Фессалии через Эпир, заключили союз с аборигинами Лация и изгнали сикелов. Согласно Зенодоту Трезенскому, омбрики изгнаны пеласгами и стали называться сабинянами. У омбриков пеласги отняли Кротон.
Дионисий предполагает, что многие города тирренов прежде носили пеласгские названия. По его мнению, пеласгам принадлежали Цере, Пиза, Сатурния, Алсий, Фалерии, Фесценний. Страбон упоминает, что Неаполем и Помпеей некогда владели тирренцы и пеласги, а потом самниты, и приводит рассказ, что местечко Регис Вилла — бывший дворец некоего пеласга Малея. Силий Италик упоминает об Эзисе, царе пеласгов, от которого якобы получили название священные убежища «азили» в Пицене.
Плутарх среди других мнений упоминает версию, что Рим получил своё имя от пеласгов, обошедших чуть ли не весь свет. Согласно строкам Вергилия, пеласги, первыми владевшие Лацием, посвятили рощу Сильвану близ Цере. Юлий Гигин называл племя герников пеласгийской колонией.
Позднее пеласги уступили своё могущество тирренам (ряд античных авторов считал, что произошла просто смена имени). Так, город пеласгов Агилла был захвачен тирренами и переименован в Кэре (Цере). Ликофрон упоминает. что тиррены отняли у лигуров и пеласгов Пизу.

## Современные историки

### Пеласги как миф
Вплоть до начала XX века учёные понимали под «пеласгами» все негреческие народы Эллады либо вообще считали их «мифическим» народом. Последнюю точку зрения отражает фраза из энциклопедии Эрша и Грубера: «Пеласги — это просто тень, лишённая всякой исторической реальности».
Первым сведения о пеласгах из античных источников систематизировал известный английский политик и историк У. Гладстон.
Историки XX века неоднократно обращались к пеласгской проблеме. В СССР источниковедением по пеласгской проблеме занимались А. И. Немировский и Л. А. Гиндин.

### Пеласги как первая волна индоевропейцев
По мнению Л. А. Гиндина и В. Л. Цымбурского, пеласги представляли собой первую волну индоевропейского заселения Ионии и Балкан, которая впоследствии была ассимилирована различными автохтонными племенами, не принадлежавшими к индоевропейской языковой семье. Версия Л. А. Гиндина основана на анализе палеобалканской топонимики, при этом он отождествляет пеласгов с фракийцами, несмотря на то, что древние греки чётко отличали пеласгов и фракийцев друг от друга.

### Связь с культурами балканского неолита и элладской цивилизацией
В 5—3 тыс. до н. э. территория севера Греции была южной границей распространения высокоразвитой культуры Винча, которую можно рассматривать как одного из вероятных предков пеласгов.

### Пеласги как выходцы из Северной Африки
В 1901 году Дж. Серджи была выдвинута гипотеза о происхождении пеласгов из среды протоберберского населения Северной Африки. Эта гипотеза была подвергнута осмеянию.
Однако в конце XX в. американский лингвист Эрик Хамп привел большое количество сведений в пользу правоты Серджи.

### Филистимляне и/или «народы моря»
Гипотеза о связи пеласгов с культурой Винча, возможно, хорошо согласуется с источниками, помещающими пеласгов в состав «народов моря» — в основном доиндоевропейского населения запада Малой Азии. Доктор исторических наук Л.С. Клейн считает прародиной пеласгов (которых он роднит с фракийцами) — Среднее Подунавье.
Общепринятое предположение о том, что библейские филистимляне являются одним из ответвлений пеласгов, основывается на довольно противоречивых сведениях из Библии: с одной стороны — Библия указывает на их родство с жителями Кафтора, который принято отождествлять с Критом; с другой — Библия выводит филистимлян потомками Мицраима (Быт. 10:13), соответственно, указывая на их африканское (хамитское) происхождение. Термин филистимляне — типичная в греческом переводе Библии переделка древнееврейского «пелиштим». В свою очередь, библейское «пелиштим» — возможная переделка слова пеласги с характерным переосмыслением этого этнонима, приобретшего значение «странники, переселенцы». От видоизменённого этнонима пелиштим и получила своё нынешнее название Палестина (Земля Филистимская). Интересно, что Древняя Греция прежде, чем именоваться Элладой, обозначалась словом Пеласгия (по словам Геродота). Впрочем, кроме указанных лингвистических соображений и свидетельств о заселении Крита пеласгами (в числе многих других народов) прямых фактов о родстве филистимлян с пеласгами нет.
Древнеегипетские надписи упоминают PLST (предположительно пеласги) среди «народов моря», вторгшихся в Египет на рубеже XIII—XII вв. до н. э. при Рамзесе III. Надписи на стенах храма Мединет-Абу сообщают о том, что египтяне разбили пришельцев в морской битве, однако вряд ли победа была решающей. Судя по изображениям в храме, вторжение не было простым набегом; противники египтян привезли с собой семьи и повозки с быками, что указывает на их намерение поселиться на захваченной территории. Сам Рамзес III в надписи сказал, что поселил пленников из «народов моря» в своих крепостях.
В каких именно местностях расселил «народы моря» Рамзес III — неизвестно; указания на это содержатся в так называемом «Ономастиконе Аменопа» (конец XII в. до н. э.), древнеегипетском административном списке местностей. Согласно этому документу, филистимляне населяли города Ашдод, Ашкелон и Газа в Ханаане (совр. Израиль). Отождествление филистимлян с пеласгами поддерживается вероятной идентификацией союзников народа PLST как греков-данайцев (DNWN), троянцев или тирсенов (TRS), тевкров (TKR') и сикулов (SKLS) (см. статью Народы моря).
Древнегреческие источники не упоминают египетское и палестинское направления экспансии пеласгов; однако следует заметить, что в эпоху «народов моря» ранняя греческая письменность (Линейное письмо Б) исчезла, а несколько веков спустя, когда у греков возникла новая письменность, эти события уже были для греков неактуальны.

### Пеласги и этруски
А. И. Немировский склоняется к представлению, что пеласги — один из индоевропейских народов, чей язык близок иллирийскому, и они участвовали в этногенезе этрусков, ранее их поселившись в Италии (таким образом, из древних авторов его взглядам в наибольшей степени близок Дионисий Галикарнасский).

### Пеласги изихи
В IV век н. э. — упоминаются в перипле «Описание земного круга», которое сделал Руф Фест Авиен, в частности он писал так :

Вблизи живёт суровое племя гениохов, затем зиги, которые некогда, покинув царства пеласгов, заняли ближайшие местности Понта.

Аналогичная запись и у более раннего географа Дионисий Периегета.

## Язык
Язык пеласгов был сильно отличен от греческого, что даёт учёным повод спорить относительно того, были ли они носителями индоевропейских наречий и насколько единым был их язык. Геродот, владевший многими языками Балкан и Малой Азии, не понимал пеласгский язык и называл его «бесспорно варварским»:

На каком языке говорили пеласги, я точно сказать не могу. Если же судить по теперешним пеласгам, что живут севернее тирсенов в городе Крестоне (они некогда были соседями племени, которое ныне называется дорийцами, и обитали тогда в стране, теперь именуемой Фессалиотида), и затем — по тем пеласгам, что основали Плакию и Скиллак на Геллеспонте и оказались соседями афинян, а также и по тем другим городам, которые некогда были пеласгическими, а позднее изменили свои названия. Итак, если, скажу я, из этого можно вывести заключение, то пеласги говорили на варварском языке.

Ряд исследователей причисляет к памятникам пеласгского языка Лемносскую стелу и ряд кратких надписей VI—VII вв. до н. э., происходящих с этого же острова, поскольку Лемнос, согласно Геродоту, был последним пристанищем пеласгов, где они сохранялись ещё в VI в. до н. э. Надпись на стеле выполнена древнегреческим алфавитом, однако язык надписи пока не расшифрован с достаточной уверенностью, хотя позволяет с большой вероятностью отвергнуть индоевропейскую гипотезу. По многочисленным грамматическим показателям и даже совпадающим словам установлено родство языка стелы с этрусским и этеокипрским языками.
По Дионисию этруски долго проживали бок о бок с пеласгами, потом заняли их города и могли многое позаимствовать в языке. Однако явное грамматическое сходство этих языков служит аргументом скорее в пользу исконного родства, чем простого заимствования.

## Пеласги и археология
В эпоху средне- и позднеэлладского периода в материальной культуре Греции наблюдаются несколько различных традиций; одна из них, связанная с так называемой «минийской керамикой», привнесена пришельцами с севера (предположительно предками греков), тогда как другая, связанная с «континентальной полихромной керамикой» (mainland polychrome pottery), является продолжением местных неолитических традиций. Тем не менее, оба вида керамики встречаются в одних и тех же поселениях, что говорит, видимо, о совместном проживании греков и пеласгов.